# Alejandro de Tomaso
Alejandro De Tomaso (talora Alessandro; Buenos Aires, 10 luglio 1928 – Modena, 21 maggio 2003) è stato un pilota automobilistico e imprenditore argentino, fondatore dell'omonima casa automobilistica.

## Biografia
Suo padre Antonio De Tomaso, figlio di immigrati italiani, era un eminente uomo politico argentino e Ministro dell'Agricoltura nel governo Justo. Sua madre, María Ester Ceballos, apparteneva ad una delle famiglie più facoltose dell'agricoltura in Argentina.
La famiglia possedeva la Estancia De Tomaso, una grande fattoria dell'estensione di 120.000 ettari, e la giovinezza di Alejandro trascorse tra impegno politico e corse automobilistiche. Iniziò a correre con una Bugatti Tipo 35, ma i suoi primi risultati li raccolse a bordo di vetture Maserati.
Le burrascose vicende argentine del secondo dopoguerra, videro un contrasto serrato tra la vecchia classe politica e la nascente dirigenza peronista che si tramutò in una disfatta economica della famiglia De Tomaso. Dopo aver fondato, con altri, il giornale antiperonista Clarín, Alejandro venne arrestato e, successivamente, la sua partecipazione ad un fallito golpe per rovesciare il presidente Perón, lo costrinse a riparare all'estero, lasciando in Argentina la prima moglie Lola Guiraldes, dalla quale aveva avuto tre figli.

De Tomaso mentre presenta la Benelli 750 Sei alla stampa nel 1972

Giunto in Italia, nel 1954, cercò di mettere a frutto la sua esperienza nell'automobilismo, anche sull'onda dei successi ottenuti da vari piloti argentini, quali Fangio e González, all'epoca nel pieno della popolarità. Nel 1955 e nel 1956 venne ingaggiato dalla Maserati e nelle tre stagioni successive corse per la OSCA dei fratelli Maserati, con l'aiuto dei quali impiantò una piccola officina per elaborazione dei motori.
Fu in quel periodo da pilota che, tra i molti avversari in pista, De Tomaso conobbe la persona destinata a dare una svolta alla sua vita: una ragazza statunitense appassionata di automobilismo che gareggiava sui circuiti europei sotto lo pseudonimo di Isabelle, dopo essere calata dal New Jersey a Modena che, in quegli anni, rappresentava il tempio mondiale delle auto da corsa.
Lo pseudonimo celava il vero nome di Elizabeth Haskell, sorella del presidente della Rowan Controller Industries di Oceanport, grande azienda statunitense produttrice di sistemi e apparecchiature elettriche per automobili, partner commerciale di Ford e GM. Elizabeth, oltre ad essere comproprietaria dell'azienda, aveva ereditato dal nonno una rilevante quota azionaria della GM. Divenuta la seconda moglie di Alejandro De Tomaso, aprì ogni strada al marito.
Già nel 1959, ottenuto prontamente l'appoggio finanziario della Rowan Industries, la piccola officina divenne la Automobili De Tomaso, assumendo nel proprio logo la medesima "T" utilizzata come marchio per il bestiame nell'azienda agricola di famiglia. In breve tempo la Automobili De Tomaso iniziò la costruzione di vetture da competizione destinate ai piloti privati e, nel 1964, anche di automobili in piccola serie.
Da questa base di partenza e, soprattutto con l'aiuto della Ford, De Tomaso iniziò ad intraprendere una vorticosa serie di contatti che, nel volgere di alcuni anni, lo portarono ad acquisire un numero impressionante di celebri aziende in crisi e gestite dalla GEPI. La stessa Maserati, finanziariamente mal gestità, passerà sotto l'amministrazione controllata della GEPI. De Tomaso, con una leva finanziaria fondata sul "debito" (leveraged buyout), riuscì ad acquisire buona parte del pacchetto azionario della Maserati fin a diventarne il "Padrone".
L'imprenditore argentino, largamente finanziato dallo Stato Italiano, riuscì a controllare marchi storici come Ghia e Vignale nel settore delle carrozzerie, Innocenti e Maserati in quello automobilistico, oltre a Benelli, MotoBi e Moto Guzzi in quello motociclistico.
La filosofia industriale di De Tomaso contemplava un approccio particolarmente aggressivo al mercato che si materializzava nel proporre numerosi prodotti ad alto valore d'immagine, come la Benelli Sei e la Maserati Biturbo, che per le loro qualità fortemente innovative riuscivano sempre a scatenare un sostenuto dibattito della stampa. Impreziositi dalle indubbie doti tecniche e molto curati sotto l'aspetto estetico, i modelli erano però generalmente afflitti da vari difetti di gioventù, determinati dalle brevi fasi di sperimentazione e collaudo cui erano sottoposti. Ciò comportava il rapido declino dei modelli, dopo l'iniziale e lusinghiero interesse degli acquirenti.
Nel 1993, Alejandro De Tomaso venne colpito da una grave malattia che lo obbligò a ritirarsi dall'attività aziendale, portandolo alla morte nel 2003 all'età di 75 anni; è sepolto nel cimitero di San Cataldo a Modena, dove sono anche sepolti Dino ed Enzo Ferrari.

## Risultati in F1
| 1957 | Scuderia            | Vettura |   |  |  |  |  |  |  |  |  |  |  | Punti | Pos. |
| ---- | ------------------- | ------- | - |  |  |  |  |  |  |  |  |  |  | ----- | ---- |
| 1957 | Scuderia Centro Sud | 500     | 9 |  |  |  |  |  |  |  |  |  |  | 0     |      |

| 1959 | Scuderia | Vettura    |  |  |  |  |  |  |  |  |     |  |  | Punti | Pos. |
| ---- | -------- | ---------- |  |  |  |  |  |  |  |  | --- |  |  | ----- | ---- |
| 1959 | O.S.C.A. | Cooper T43 |  |  |  |  |  |  |  |  | Rit |  |  | 0     |      |

| Legenda | 1º posto     | 2º posto | 3º posto    | A punti         | Senza punti/Non class.  | Grassetto – Pole position Corsivo – Giro più veloce |
| Legenda | Squalificato | Ritirato | Non partito | Non qualificato | Solo prove/Terzo pilota | Grassetto – Pole position Corsivo – Giro più veloce |

## Influenza culturale
Nella miniserie televisiva norvegese Jarno ja minä (o Last to Brake nel resto del mondo), basata sulla vita del pilota Jarno Saarinen, De Tomaso è interpretato dall'attore italo-messicano Francesco Roder mentre l'americana Flavia Watson interpreta sua moglie Isabelle. La serie è stata trasmessa in prima mondiale da Yle tra il maggio e il giugno del 2024.